# Canon Yaoundé
Canon Yaoundé kamerunski je nogometni klub iz Yaoundé, Kamerun. Najuspješniji je kamerunskinogometni klub. Trenutno se natječe u najvišem rangu.

## Uspjesi
- Afrički kup pobjednika: 3

1971., 1978., 1980.
- Afrićki kup pobjednika kupova: 1

1979.
- Kamerunska premijer liga: 9

1970., 1974., 1979., 1980., 1982., 1985., 1986., 1991., 2002.
- Kamerunski kup: 11

1967., 1973., 1975., 1976., 1977., 1978., 1983., 1986., 1993., 1995., 1999.

## Bivši poznati igrači
- Marc-Vivien Foe
- François Omam-Biyik
- Thomas N'Kono
- Victor Konwlo
- Pierre Womé
- André-Joël Eboué
- Raymond Kalla
- Alain Nkong
- Daniel Bekono
- Francis Oumar Belonga
- Francois Ndongo Mpessa
- Marcus Nwambo Mokake
- Olivier Makor
- Aaron Nguimbat
- Serge Mimpo
- Henry Antchouet
- Albert Meyong Ze
- Joseph Elanga
- Simon Moukoko
- Joseph Ndo
- Alioum Boukar
- Jules Onana
- Louis-Paul M'fede
- Justice Eden Sandjon
- Jacques Songo'o
- Emmanuel Kunde
- Eric Descombes
- Theophile Abega
- Ibrahim Aoudou
- Daniel Moncharé